# Маскоги (Оклахома)
Маскоги (енгл. Muskogee) град је у америчкој савезној држави Оклахома.

## Демографија
По попису из 2010. године број становника је 39.223, што је 913 (2,4%) становника више него 2000. године.
| Група             | 2000.          | 2010.          |
| Белци             | 22.983 (60,0%) | 21.119 (53,8%) |
| Афроамериканци    | 6.856 (17,9%)  | 6.311 (16,1%)  |
| Азијати           | 343 (0,9%)     | 335 (0,9%)     |
| Хиспаноамериканци | 1.258 (3,3%)   | 2.781 (7,1%)   |
| Укупно            | 38.310         | 39.223         |